# Katalin Varga (film)
Katalin Varga – rumuńsko-brytyjski film fabularny z 2009 roku w reżyserii Petera Stricklanda, będący pełnometrażowym debiutem tego twórcy.

## Fabuła
Katalin Varga, Seklerka, wędruje przez Siedmiogród wraz ze swoim dziesięcioletnim synem. Została wygnana z domu przez męża, gdy ten dowiedział się, że nie on jest prawdziwym ojcem Orbána. Niewzruszonego mężczyznę nie interesowały ani okoliczności, ani wyjaśnienia żony. Katalin nie była mu niewierna, została zgwałcona, gdy nocą wracała do domu. Kobieta do tej pory żyła z tą traumą, ale też nikt nie rozrywał jej starych ran. Teraz jednak, zdesperowana, rusza w drogę, by odnaleźć swoich napastników i zemścić się na nich. Orbánowi powiedziała, że idą odwiedzić chorą babcię. Podróżują wozami, śpią w stajniach, a z miejsc, w których wydadzą się miejscowym podejrzani, szybko uciekają. W końcu matka wraz z synem znajdują winowajcę, któremu wydaje się, że Bóg mu już odpuścił. Ma żonę, jest pracowitym i uczciwym człowiekiem. Nie ma jednak ucieczki przed karą. Nawet wtedy, gdy zło wywołuje nowe zło.
Akcja powstałego w brytyjsko–rumuńsko–węgierskiej koprodukcji filmu rozgrywa się współcześnie na Seklerszczyźnie, jako ponadczasowa historia opowiadająca o boskich wyrokach i nikczemności człowieka, biorącego los w swoje ręce. Reżyser rozwija twórczo motywy greckiego dramatu i dawnych mitów, stosując narrację współczesnego thrillera. Widz nie ma wątpliwości, że stoi na progu krwawej tragedii, ale scenariusz potrafi go zaskoczyć w coraz to nowy sposób.

## Twórcy
Żyjący w Budapeszcie brytyjski reżyser Peter Strickland już w 2004 r. rozpoczął przygotowania do swojego pierwszego filmu fabularnego. Zgodnie z jego własnymi wspomnieniami, w czasie podróży autostopem po Siedmiogrodzie zdecydował, że to będzie okolica, w której rozegra się Katalin Varga. Choć Strickland, pochodzący z mieszanej grecko–angielskiej rodziny, świadomy był złożoności węgiersko–rumuńskich relacji, to jako outsidera nieco mniej go to interesowało. Głównie dlatego, że film zasadniczo zbudowany był na motywach zła i jego fabuła mogła rozgrywać się gdziekolwiek na świecie.
Strickland jest niezależnym filmowcem z krwi i kości. Katalin Varga nie otrzymała żadnej pomocy finansowej. Reżyser sfinansował swoje dzieło ze spadku i pomocy przyjaciół. W końcowym efekcie film powstał w przeciągu trzech tygodni za 7 mln forintów z udziałem jedenastoosobowego zespołu węgierskiego. Postprodukcja przeprowadzona została natomiast w Budapeszcie przez rumuńską firmę Libra Film, która zgłosiła się w międzyczasie. Obsada filmu to aktorzy znani w Siedmiogrodzie ze scen w Miercurea-Ciuc, Sfântu Gheorghe, Odorheiu Secuiesc, Covasna i Târgu Secuiesc, a wykonawczyni głównej roli, Hilda Péter, jest członkinią zespołu Kolozsvári Állami Magyar Színház w  Klużu-Napoce. Chłopiec nazywa się Norbert Tankó i pochodzi z Vlăhițy.

## Odbiór

### Krytyka
„Udało się stworzyć przestrzeń, w której okazało się, że używając dwóch języków (rumuńskiego i węgierskiego), angażując wspólne siły i środki materialne, możliwe stało się nie tylko osobne przeżywanie w każdej z tych kultur, ale w pierwszym rzędzie wspólne przeżywanie”
(filmtett.ro)
„Peter Strikland zadebiutował zaskakująco oryginalnym thrillerem. W swojej wolno rozwijającej się fabule opowiadającej o zbrodni i karze cytuje Dostojewskiego.  To jedna z największych niespodzianek berlińskiego festiwalu filmowego.”
(The Guardian)
„Wyrazy twarzy i spojrzenia Hildy Péter, grającej Katalin Vargę i Tibora Palffyego odtwarzającego rolę gwałciciela, pokazane na szeregu zbliżeń, zdradzają ich głęboką i instynktowną mądrość”
(origo.hu)
„Mocny i niepokojący film. Fabuła jest na tyle ponadczasowa, że mogłaby się odgrywać nawet w średniowieczu. O tym, że znajdujemy się we współczesności, zdradza tylko czapka bejsbolowa lub dźwięk telefonu komórkowego.”
(The Independent)

### Nagrody
Ekipa dźwiękowa filmu (György Kovács, Gábor Erdélyi i Tamás Székely) otrzymała na 59. MFF Berlinie nagrodę Srebrnego Niedźwiedzia za wybitne osiągnięcie artystyczne. Hilda Péter, węgierska aktorka działająca w Rumunii, otrzymała na MFF w Brukseli nagrodę za najlepszą rolę kobiecą, a operator Márk Győri na macedońskim 30. MFF Manaki Brothers dostał wyróżnienie jury za najlepsze zdjęcia. W grudniu 2009 Europejska Akademia Filmowa (EFA) wyróżniła obraz nagrodą za największe europejskie odkrycie roku, przeznaczoną dla debiutujących reżyserów.